# بتا-لاکتام
بتا-لاکتام (به انگلیسی: β-Lactam) یک حلقه چهارتایی از لاکتام است درحالیکه خود لاکتام٬ یک آمید حلقوی است. بتا-لاکتام بعنوان یک ترکیب شیمیایی با شناسه پاب‌کم ۱۳۶۷۲۱است. 

## کاربرد پزشکی
حلقه بتا-لاکتام بعنوان پایه ساختاری بسیاری از آنتی‌بیوتیک‌های پرکاربرد است.